# DN74
DN74 este un drum național din România care leagă orașul Brad din județul Hunedoara de orașele Abrud, Zlatna și Alba Iulia din județul Alba.